# 백마중학교 축구부
백마중학교 축구부는 경기도 고양시에 위치한 백마중학교의 축구부이다.

## 역사
1995년 창단한 백마중학교의 축구부는 주세종, 이주용, 박용우 선수와 같은 인물들을 배출해 왔다. 이후 20년 동안 여러 대회에서 좋은 성적들을 거두어 현재 중등축구부의 강팀 중 하나로 주목 받는다.

## 같이 보기
- 백마중학교